# Giọng hát Việt (mùa 3)
Mùa thứ ba của Giọng hát Việt, một cuộc thi ca hát tương tác truyền hình thực tế, bắt đầu từ ngày 10 tháng 5 năm 2015 trên sóng VTV3, Đài Truyền hình Việt Nam.
Chương trình làm theo khuôn mẫu và sản xuất dựa theo bản nhượng quyền từ chương trình truyền hình Hà Lan The Voice of Holland, sáng tạo và phát triển bởi John de Mol lần đầu tiên vào 2010 và tương tự The Voice (Mỹ).
Bốn giám khảo cho mùa thứ ba là Đàm Vĩnh Hưng, Mỹ Tâm, Thu Phương, Tuấn Hưng. Họ dẫn dắt một nhóm gồm 11 người trải qua 3 vòng thi: Giấu mặt, Đối đầu và Biểu diễn trực tiếp để tìm ra ngôi vị quán quân của chương trình.
Giải thưởng cho quán quân mùa thứ ba là 500 triệu đồng Việt Nam và một hợp đồng thu âm với hãng ghi âm Universal Republic cùng nhiều giải phụ khác. Ngoài ra, còn có 1 giải tài năng trẻ trị giá 1 tỷ đồng do BTC lựa chọn và trao giải.
Giám đốc âm nhạc có sự thay đổi, nhạc sĩ Hồ Hoài Anh sẽ thay thế Phương Uyên đảm nhận vị trí này ở mùa thi thứ 3. Nhà tài trợ Oppo sẽ thay thế cho Nokia Lumia tài trợ cho mùa thi này.

## Đội
Chú thích
| - Quán quân - Á quân 1 - Á quân 2 - Á quân 3 | - Thí sinh bị loại ở vòng Liveshow - Thí sinh được cứu lại bởi HLV khác - Thí sinh bị loại ở vòng đối đầu |

| HLV                   | Top 44 thí sinh      | Top 44 thí sinh        | Top 44 thí sinh   | Top 44 thí sinh      | Top 44 thí sinh |
| --------------------- | -------------------- | ---------------------- | ----------------- | -------------------- | --------------- |
| Đàm Vĩnh Hưng         |                      |                        |                   |                      |                 |
| Trần Thị Tố Ny        | Nguyễn Hồng Nhung    | Thái Ngọc Bảo Trâm     | Vũ Thị Phượng     | Nguyễn Thị Thùy Linh |                 |
| Lê Quốc Vương         | Nguyễn Quỳnh Như     | Trần Thu Hòa           | Trần Quốc Khánh   | Nguyễn Thị Thu Hằng  |                 |
| Nguyễn Thành Long     | Dương Thành Nam      | Nguyễn Thị Thu Phượng  |                   |                      |                 |
| Mỹ Tâm                |                      |                        |                   |                      |                 |
| Nguyễn Đức Phúc       | Nguyễn Cao Bảo Uyên  | Phạm Thị Vân Anh       | Đào Ngọc Sang     | Nguyễn Thị Thu Thủy  |                 |
| Lê Hải Yến            | Lê Thái Sơn          | Nguyễn Ngọc Linh Trang | Võ Thị Thương     | Trần Thị Thương Hoài |                 |
| Trương Ny             | Phạm Phương Liên Trà | Lê Hoàng Phong         |                   |                      |                 |
| Thu Phương            |                      |                        |                   |                      |                 |
| Nguyễn Hoàng Dũng     | Nguyễn Kiều Anh      | Phùng Khánh Linh       | Phạm Anh Duy      | Quách Cẩm Lê         |                 |
| Trần Thu Hòa          | Lê Hữu Toàn          | Trần Thị Lan           | Nguyễn Thái Dương | Lê Hải Yến           |                 |
| Nguyễn Quỳnh Như      | Lê Thái Sơn          | Nguyễn Nho Anh Vũ      |                   |                      |                 |
| Tuấn Hưng             |                      |                        |                   |                      |                 |
| Lê Thị Hải Yến        | Vũ Bùi Thu Thủy      | Hoàng Mai Hạ Vy        | Trần Đăng Quang   | Nguyễn Diệu Mi       |                 |
| Trần Thị Lan          | Nguyễn Thái Dương    | Thái Ngọc Bảo Trâm     | Lê Hữu Toàn       | Huỳnh Thụy Thanh Tú  |                 |
| Nguyễn Đặng Huyền Nga | Nguyễn Thị Minh Uyên | Lê Phương Thảo Linh    |                   |                      |                 |

## Vòng Blind Audition (Giấu mặt)
Trong vòng giấu mặt, các huấn luyện viên sẽ tiến hành "tuyển quân" để tìm cho mình một đội 11 người. Các huấn luyện viên sẽ ngồi quay lưng lại với thí sinh và không được biết bất cứ thông tin gì của thí sinh trừ giọng hát. Khi họ thấy muốn "tuyển" thí sinh đó vào đội thì phải nhấn nút "TÔI CHỌN BẠN" trong khi phần thi của thí sinh chưa kết thúc. Nếu chỉ một huấn luyện viên quay lại, thí sinh sẽ về đội người đó. Nếu có nhiều huấn luyện viên quay lại, thí sinh được phép chọn lựa huấn luyện viên mình thích và huấn luyện viên cũng được phép dùng mọi cách để "chiêu mộ nhân tài" cho đội của mình. Huấn luyện viên đã đầy chỗ sẽ dừng tuyển trong khi các huấn luyện viên khác tiếp tục. Vòng giấu mặt kết thúc ngay khi tất cả các huấn luyện viên dừng tuyển vì đủ chỗ.

### Tập 1 (10/05/2015)
| Giám khảo nhấn nút 'TÔI CHỌN BẠN' | Không Giám khảo nào nhấn 'TÔI CHỌN BẠN' | Thí sinh chỉ có một lựa chọn giám khảo | Giám khảo được chọn | Thí sinh được từ 2 giám khảo lựa chọn trở lên |

| Thứ tự | Thí sinh (Quê quán)           | Bài hát dự thi (Sáng tác)                                    | Sự lựa chọn của thí sinh và giám khảo | Sự lựa chọn của thí sinh và giám khảo | Sự lựa chọn của thí sinh và giám khảo | Sự lựa chọn của thí sinh và giám khảo |
| Thứ tự | Thí sinh (Quê quán)           | Bài hát dự thi (Sáng tác)                                    | Đàm Vĩnh Hưng                         | Mỹ Tâm                                | Thu Phương                            | Tuấn Hưng                             |
| ------ | ----------------------------- | ------------------------------------------------------------ | ------------------------------------- | ------------------------------------- | ------------------------------------- | ------------------------------------- |
| 1      | Phạm Thị Vân Anh (Hà Nội)     | All by myself (Eric Carmen)                                  |                                       |                                       |                                       | —                                     |
| 2      | Lê Hữu Toàn (Hà Nội)          | Say something (Ian Axel, Chad Vaccarino, Mike Campell)       |                                       |                                       |                                       |                                       |
| 3      | Nguyễn Ngọc Huy (Lâm Đồng)    | La la la (Shahid Khan, Sam Smith, James Napier)              | —                                     | —                                     | —                                     | —                                     |
| 4      | Lê Hoàng Phong (Hà Nội)       | Gửi gió cho mây ngàn bay (Đoàn Chuẩn, Từ Linh)               | —                                     |                                       | —                                     | —                                     |
| 5      | Nguyễn Diệu Mi (Hà Nội)       | Em của ngày hôm qua (Sơn Tùng MTP)                           | —                                     |                                       | —                                     |                                       |
| 6      | Nguyễn Thị Thu Thủy (Hà Nội)  | Stop (Sam Brown)                                             |                                       |                                       | —                                     |                                       |
| 7      | Nguyễn Thị Thu Hằng (Nghệ An) | Nếu đời không có anh (Hoàng Trang)                           |                                       | —                                     | —                                     | —                                     |
| 8      | Hoàng Thu Thủy (Hà Nội)       | Chạy mưa (Phạm Toàn Thắng)                                   | —                                     | —                                     | —                                     | —                                     |
| 9      | Phùng Khánh Linh (Bắc Giang)  | Maps (Maroon 5)                                              |                                       |                                       |                                       |                                       |
| 10     | Trần Thu Hòa (Kon Tum)        | Những lời buồn (Đức Trí)                                     |                                       | —                                     |                                       | —                                     |
| 11     | Quách Cẩm Lê (Hà Nội)         | Crazy (Brian Burton, Thomas Callaway, Gian Franco Reverberi) |                                       | —                                     |                                       |                                       |

### Tập 2 (17/05/2015)
| Giám khảo nhấn nút 'TÔI CHỌN BẠN' | Không Giám khảo nào nhấn 'TÔI CHỌN BẠN' | Thí sinh chỉ có một lựa chọn giám khảo | Giám khảo được chọn | Thí sinh được từ 2 giám khảo lựa chọn trở lên |

| Thứ tự | Thí sinh (Quê quán)                   | Bài hát dự thi (Sáng tác)                                 | Sự lựa chọn của thí sinh và giám khảo | Sự lựa chọn của thí sinh và giám khảo | Sự lựa chọn của thí sinh và giám khảo | Sự lựa chọn của thí sinh và giám khảo |
| Thứ tự | Thí sinh (Quê quán)                   | Bài hát dự thi (Sáng tác)                                 | Đàm Vĩnh Hưng                         | Mỹ Tâm                                | Thu Phương                            | Tuấn Hưng                             |
| ------ | ------------------------------------- | --------------------------------------------------------- | ------------------------------------- | ------------------------------------- | ------------------------------------- | ------------------------------------- |
| 1      | Lê Quốc Vương (Thành phố Hồ Chí Minh) | Mây (Đỗ Bảo)                                              |                                       |                                       |                                       |                                       |
| 2      | Nguyễn Thị Minh Uyên (Huế)            | Lovin’ you (Minnie Riperton, Richard Rudolph)             | —                                     | —                                     | —                                     |                                       |
| 3      | Lê Phương Thảo Linh (Hà Nội)          | Những ngày đã qua (Lưu Hương Giang)                       |                                       |                                       | —                                     |                                       |
| 4      | Nguyễn Trường Sinh (Đồng Nai)         | Đêm định mệnh (Trương Nam Sơn)                            | —                                     | —                                     | —                                     | —                                     |
| 5      | Hoàng Mai Hạ Vy (Thanh Hóa)           | Yêu mình anh (Dada)                                       |                                       |                                       |                                       |                                       |
| 6      | Lê Hải Yến (Thanh Hóa)                | Và em có anh (Nhạc: Lee Han Boem Lời Việt: Quốc Bảo)      | —                                     | —                                     |                                       | —                                     |
| 7      | Phạm Thu Phương (Thái Bình)           | Chênh vênh (Lê Cát Trọng Lý)                              | —                                     | —                                     | —                                     | —                                     |
| 8      | Nguyễn Thị Hồng Nhung (Hà Nội)        | Nobody’s perfect (Jessie Cornish, Claude Kelly)           |                                       |                                       |                                       |                                       |
| 9      | Trần Thị Hằng (Hà Nội)                | Vì anh đánh mất (Nhạc: Đức Trí Lời: Hà Quang Minh)        | —                                     | —                                     | —                                     | —                                     |
| 10     | Lê Thái Sơn (Thành phố Hồ Chí Minh)   | Nhìn lại (Thành Thịnh)                                    | —                                     | —                                     |                                       |                                       |
| 11     | Nguyễn Cao Bảo Uyên (Đà Lạt)          | Arirang alone (Dân ca Hàn Quốc Lời Việt: Lưu Thiên Hương) |                                       |                                       |                                       |                                       |

### Tập 3 (24/05/2015)
| Giám khảo nhấn nút 'TÔI CHỌN BẠN' | Không Giám khảo nào nhấn 'TÔI CHỌN BẠN' | Thí sinh chỉ có một lựa chọn giám khảo | Giám khảo được chọn | Thí sinh được từ 2 giám khảo lựa chọn trở lên |

| Thứ tự | Thí sinh (Quê quán)                      | Bài hát dự thi (Sáng tác)                                          | Sự lựa chọn của thí sinh và giám khảo | Sự lựa chọn của thí sinh và giám khảo | Sự lựa chọn của thí sinh và giám khảo | Sự lựa chọn của thí sinh và giám khảo |
| Thứ tự | Thí sinh (Quê quán)                      | Bài hát dự thi (Sáng tác)                                          | Đàm Vĩnh Hưng                         | Mỹ Tâm                                | Thu Phương                            | Tuấn Hưng                             |
| ------ | ---------------------------------------- | ------------------------------------------------------------------ | ------------------------------------- | ------------------------------------- | ------------------------------------- | ------------------------------------- |
| 1      | Nguyễn Quỳnh Như (Thành phố Hồ Chí Minh) | Hallelujah I love him so (Ray Charles)                             | —                                     | —                                     |                                       |                                       |
| 2      | Trần Thị Lan (Thành phố Hồ Chí Minh)     | Anh (Xuân Phương)                                                  | —                                     | —                                     |                                       |                                       |
| 3      | Phạm Tiến Đạt (Hà Nội)                   | Chới với tôi ru tôi (Hồ Hoài Anh)                                  | —                                     | —                                     | —                                     | —                                     |
| 4      | Nguyễn Quốc Đạt (Hải Phòng)              | Chờ em trong đêm (Soobin Hoàng Sơn)                                | —                                     | —                                     | —                                     | —                                     |
| 5      | Trần Đăng Quang (Thành phố Hồ Chí Minh)  | Back at one (Brian McKnight)                                       | —                                     | —                                     | —                                     |                                       |
| 6      | Trần Thị Tố Ny (Đà Nẵng)                 | Rời (Vũ Ngọc Bích) Love me like you do (Max Martin, Savan Kotecha) |                                       |                                       | —                                     | —                                     |
| 7      | Nguyễn Ngọc Linh Trang (Cần Thơ)         | Điều ngọt ngào nhất (Đỗ Bảo)                                       | —                                     |                                       | —                                     | —                                     |
| 8      | Nguyễn Hoàng Dũng (Thái Nguyên)          | Mùa yêu đầu (Đinh Mạnh Ninh)                                       |                                       |                                       |                                       |                                       |
| 9      | Trương Ny (Huế)                          | Chỉ còn lại tình yêu (Tiến Minh)                                   | —                                     |                                       | —                                     |                                       |
| 10     | Nguyễn Thị Thùy Linh (Hải Phòng)         | One moment in time (Albert Hammond, John Bettis)                   |                                       |                                       | —                                     |                                       |
| 11     | Nguyễn Kiều Anh (Hà Nội)                 | Rơi (Hồ Hoài Anh)                                                  |                                       |                                       |                                       |                                       |

### Tập 4 (31/05/2015)
| Giám khảo nhấn nút 'TÔI CHỌN BẠN' | Không Giám khảo nào nhấn 'TÔI CHỌN BẠN' | Thí sinh chỉ có một lựa chọn giám khảo | Giám khảo được chọn | Thí sinh được từ 2 giám khảo lựa chọn trở lên |

| Thứ tự | Thí sinh (Quê quán)                         | Bài hát dự thi (Sáng tác)                                      | Sự lựa chọn của thí sinh và giám khảo | Sự lựa chọn của thí sinh và giám khảo | Sự lựa chọn của thí sinh và giám khảo | Sự lựa chọn của thí sinh và giám khảo |
| Thứ tự | Thí sinh (Quê quán)                         | Bài hát dự thi (Sáng tác)                                      | Đàm Vĩnh Hưng                         | Mỹ Tâm                                | Thu Phương                            | Tuấn Hưng                             |
| ------ | ------------------------------------------- | -------------------------------------------------------------- | ------------------------------------- | ------------------------------------- | ------------------------------------- | ------------------------------------- |
| 1      | Nguyễn Thành Long (Thành phố Hồ Chí Minh)   | Bây giờ tháng mấy (Từ Công Phụng)                              |                                       |                                       | —                                     | —                                     |
| 2      | Phạm Phương Liên Trà (Đà Nẵng)              | Angel (Robert Westerholt, Martijn Spierenburg)                 | —                                     |                                       | —                                     |                                       |
| 3      | Dương Tuấn Anh (Hà Nội)                     | White love (WhiteNoiz)                                         | —                                     | —                                     | —                                     | —                                     |
| 4      | Trish Lương (Hawaii)                        | Something's got a hold on me (Leroy Kirkland, Pearl Woods)     | —                                     | —                                     | —                                     | —                                     |
| 5      | Dương Thành Nam (Hà Nội)                    | When I was your man (Bruno Mars, Phillip Lawrence, Ari Levine) |                                       |                                       | —                                     |                                       |
| 6      | Giáp Lê Tuấn (Thanh Hóa)                    | Chưa bao giờ (Việt Anh)                                        | —                                     | —                                     | —                                     | —                                     |
| 7      | Huỳnh Thụy Thanh Tú (Thành phố Hồ Chí Minh) | Careless whisper (George Michael, Andrew Ridgeley)             | —                                     | —                                     | —                                     |                                       |
| 8      | Nguyễn Thái Dương (Thành phố Hồ Chí Minh)   | It will rain (Bruno Mars, Phillip Lawrence, Ari Levine)        | —                                     | —                                     |                                       |                                       |
| 9      | Võ Thị Thương (Nghệ An)                     | Yêu thương cho anh (Nhạc nước ngoài. Lời Việt: Hồ Quỳnh Hương) | —                                     |                                       | —                                     | —                                     |
| 10     | Trần Quốc Khánh (Hà Nội)                    | Một ngày mùa đông (Bảo Chấn)                                   |                                       | —                                     |                                       | —                                     |
| 11     | Phạm Anh Duy (Hà Nội)                       | Ain’t no sunshine (Bill Withers)                               |                                       |                                       |                                       |                                       |

### Tập 5 (07/06/2015)
| Giám khảo nhấn nút 'TÔI CHỌN BẠN' | Không Giám khảo nào nhấn 'TÔI CHỌN BẠN' | Thí sinh chỉ có một lựa chọn giám khảo | Giám khảo được chọn | Thí sinh được từ 2 giám khảo lựa chọn trở lên |

| Thứ tự | Thí sinh (Quê quán)                        | Bài hát dự thi (Sáng tác)                                   | Sự lựa chọn của thí sinh và giám khảo | Sự lựa chọn của thí sinh và giám khảo | Sự lựa chọn của thí sinh và giám khảo | Sự lựa chọn của thí sinh và giám khảo |
| Thứ tự | Thí sinh (Quê quán)                        | Bài hát dự thi (Sáng tác)                                   | Đàm Vĩnh Hưng                         | Mỹ Tâm                                | Thu Phương                            | Tuấn Hưng                             |
| ------ | ------------------------------------------ | ----------------------------------------------------------- | ------------------------------------- | ------------------------------------- | ------------------------------------- | ------------------------------------- |
| 1      | Thái Ngọc Bảo Trâm (Thành phố Hồ Chí Minh) | To love you more (Edgar Bronfman, David Foster)             |                                       |                                       |                                       |                                       |
| 2      | Phạm Thị Thu Kiều (Lạng Sơn)               | Thư chưa gửi anh (Nguyễn Hải Phong)                         | —                                     | —                                     | —                                     | —                                     |
| 3      | Đào Ngọc Sang (Nghệ An)                    | Mưa trên ngày tháng đó (Từ Công Phụng)                      | —                                     |                                       | —                                     |                                       |
| 4      | Nguyễn Đặng Huyền Nga (Hawaii)             | Dream a little dream (Fabian Andre, Wibur Schwandt)         | —                                     | —                                     | —                                     |                                       |
| 5      | Nguyễn Thị Thu Phượng (Hà Nội)             | It’s not good bye (Laura Pausini, Cheope, Antonio Galbiati) |                                       | —                                     | —                                     | —                                     |
| 6      | Trần Thị Thương Hoài (Nghệ An)             | Body party (Ciara Harris, Nayvadius "Future" Cash)          | —                                     |                                       | —                                     | —                                     |
| 7      | Vũ Bùi Thu Thủy (Hà Nội)                   | Throuch the fire (David Foster, Cynthia Weil, Tom Keane)    | —                                     | —                                     |                                       |                                       |
| 8      | Đức Phúc (Hà Nội)                          | I'm not the only one (Sam Smith, James Napier)              |                                       |                                       |                                       |                                       |
| 9      | Vũ Thị Phượng (Hải Phòng)                  | Nếu em được lựa chọn (Thái Thịnh)                           |                                       | Đội đầy                               |                                       |                                       |
| 10     | Nguyễn Nho Anh Vũ (Đà Nẵng)                | Take me to the church (Andrew Hozier Byme)                  | Đội đầy                               | Đội đầy                               |                                       | —                                     |
| 11     | Lê Thị Hải Yến (Hà Nội)                    | All about that bass (Kevin Kadish, Meghan Trainor)          | Đội đầy                               | Đội đầy                               | Đội đầy                               |                                       |

## Vòng Battle (Đối đầu)
Mỗi Huấn luyện viên sẽ chia 11 thí sinh trong đội của mình làm 4 cặp song ca và 1 nhóm tam ca đồng thời chọn cho nhóm một bài hát. Mỗi nhóm sẽ được chính huấn luyện viên và người cố vấn chuyên môn (của huấn luyện viên đó) hướng dẫn để có phần trình diễn tốt nhất trên sân khấu.
Sau thời gian hướng dẫn, vòng đối đầu được ghi hình. Sân khấu sẽ được thiết kế giống như một võ đài và hai thí sinh bước ra cùng trình diễn bài hát đã được tập trước các huấn luyện viên. Sau cuộc thi đấu, các huấn luyện viên đưa ra lời nhận xét. Ba huấn luyện viên còn lại có thể đưa ra dự đoán thí sinh lọt vào vòng trong theo ý thích, nhưng quyền quyết định thí sinh nào ở lại và thí sinh nào ra về lại thuộc về huấn luyện viên chủ quản của hai thí sinh đó.
Sau khi huấn luyện viên chủ quản nhận xét xong thì sẽ quyết định một người lọt vào vòng liveshow. Thí sinh còn lại chính thức không còn là người của đội huấn luyện viên chủ quản. Khi đó, ba huấn luyện viên còn lại sẽ chính thức bước vào một cuộc cạnh tranh mới: cứu thí sinh. Nếu họ thích thí sinh bị loại này, họ có quyền nhấn nút trước mặt. Lúc này luật chơi lại giống vòng Giấu mặt. Nếu thí sinh chỉ có một huấn luyện viên cứu thì mặc nhiên thí sinh đó thuộc về huấn luyện viên này và lọt vào vòng Liveshow (mùa này không có vòng Đo Ván). Nếu thí sinh có nhiều huấn luyện viên muốn cứu thì quyền quyết định theo đội nào sẽ thuộc về thí sinh. Mỗi huấn luyện viên có 2 quyền cứu 2 thí sinh từ những đội khác qua đội mình cho vòng tiếp theo.
| Huấn luyện viên nhấn nút 'CỨU' | Không Huấn luyện viên nào nhấn 'CỨU' (bị loại) | Thí sinh chỉ có một Huấn luyện viên cứu | Huấn luyện viên này được thí sinh chọn sau khi cứu |

     Thắng đối đầu trực tiếp
     Thua đối đầu trực tiếp nhưng được cứu
     Thua đối đầu trực tiếp nhưng không được HLV nào cứu (bị loại)

### ĐộiTuấn Hưng
- Cố vấn chuyên môn: Lệ Quyên

| Thứ tự | Tuần phát sóng     | Bài hát đối đầu (Sáng tác)                                                                     | Thí sinh thắng  | Thí sinh thua                             | Huấn luyện viên cứu | Huấn luyện viên cứu | Huấn luyện viên cứu |
| Thứ tự | Tuần phát sóng     | Bài hát đối đầu (Sáng tác)                                                                     | Thí sinh thắng  | Thí sinh thua                             | Thu Phương          | Đàm Vĩnh Hưng       | Mỹ Tâm              |
| ------ | ------------------ | ---------------------------------------------------------------------------------------------- | --------------- | ----------------------------------------- | ------------------- | ------------------- | ------------------- |
| 1      | Tuần 1 (14/6/2015) | Where did we go wrong (Thanh Bùi)                                                              | Lê Thị Hải Yến  | Huỳnh Thụy Thanh Tú                       | _                   | _                   | _                   |
| 2      | Tuần 2 (21/6/2015) | La vie en rose (Nhạc: Louisguy, Marguerite Monnot. Lời: Edith Piaf) Như chưa bắt đầu (Đức Trí) | Hoàng Mai Hạ Vy | Nguyễn Đặng Huyền Nga                     | _                   | _                   | _                   |
| 3      | Tuần 3 (28/6/2015) | Bad boy (Đỗ Hiếu)                                                                              | Nguyễn Diệu Mi  | Nguyễn Thị Minh Uyên, Lê Phương Thảo Linh | _                   | _                   | _                   |
| 4      | Tuần 3 (28/6/2015) | Halo (Beyoncé Knowles, Ryan Tedder, Evan Bogart)                                               | Vũ Bùi Thu Thủy | Thái Ngọc Bảo Trâm                        | _                   |                     | _                   |
| 5      | Tuần 4 (5/7/2015)  | Beat it (Michael Jackson)                                                                      | Trần Đăng Quang | Lê Hữu Toàn                               |                     |                     | _                   |

### ĐộiThu Phương
- Cố vấn chuyên môn: Hồng Nhung

| Thứ tự | Tuần phát sóng     | Bài hát đối đầu (Sáng tác)                                      | Thí sinh thắng    | Thí sinh thua           | Huấn luyện viên cứu | Huấn luyện viên cứu | Huấn luyện viên cứu |
| Thứ tự | Tuần phát sóng     | Bài hát đối đầu (Sáng tác)                                      | Thí sinh thắng    | Thí sinh thua           | Tuấn Hưng           | Đàm Vĩnh Hưng       | Mỹ Tâm              |
| ------ | ------------------ | --------------------------------------------------------------- | ----------------- | ----------------------- | ------------------- | ------------------- | ------------------- |
| 1      | Tuần 1 (14/6/2015) | Nơi ấy bình yên (Minh Thụy)                                     | Quách Cẩm Lê      | Trần Thị Lan            |                     | _                   | _                   |
| 2      | Tuần 2 (21/6/2015) | Ừ thì (Lê Đức Hùng)                                             | Phạm Anh Duy      | Lê Hải Yến, Lê Thái Sơn | _                   | _                   |                     |
| 3      | Tuần 2 (21/6/2015) | Chị tôi (Nhạc: Trọng Đài Thơ: Đoàn Thị Tảo) Chị tôi (Trần Tiến) | Nguyễn Kiều Anh   | Nguyễn Thái Dương       |                     | _                   | _                   |
| 4      | Tuần 3 (28/6/2015) | Thử thách (Trần Trung Đức)                                      | Nguyễn Hoàng Dũng | Nguyễn Nho Anh Vũ       | _                   | _                   | _                   |
| 5      | Tuần 4 (5/7/2015)  | Anh và anh (Vũ Cát Tường)                                       | Phùng Khánh Linh  | Nguyễn Quỳnh Như        | _                   |                     | _                   |

### ĐộiMỹ Tâm
- Cố vấn chuyên môn: Hoài Sa

| Thứ tự | Tuần phát sóng     | Bài hát đối đầu (Sáng tác)                                                                            | Thí sinh thắng      | Thí sinh thua                         | Huấn luyện viên cứu | Huấn luyện viên cứu | Huấn luyện viên cứu |
| Thứ tự | Tuần phát sóng     | Bài hát đối đầu (Sáng tác)                                                                            | Thí sinh thắng      | Thí sinh thua                         | Thu Phương          | Đàm Vĩnh Hưng       | Tuấn Hưng           |
| ------ | ------------------ | --- | ------------------- | ------------------------------------- | ------------------- | ------------------- | ------------------- |
| 1      | Tuần 1 (14/6/2015) | Mưa và nỗi nhớ (Hồ Hoài Anh) Tiếng gió xôn xao (Tường Văn) Đêm nằm mơ phố (Việt Anh) Mưa (Tuấn Nghĩa) | Phạm Thị Vân Anh    | Võ Thị Thương, Nguyễn Ngọc Linh Trang | _                   | _                   | _                   |
| 2      | Tuần 2 (21/6/2015) | Till it hurts (Yellow Claw, Ayden)                                                                    | Nguyễn Thị Thu Thủy | Trần Thị Thương Hoài                  | _                   | _                   | _                   |
| 3      | Tuần 3 (28/6/2015) | Xe đạp (Nhạc Nhật Lời Việt: Đinh Mạnh Ninh)                                                           | Nguyễn Cao Bảo Uyên | Trương Ny                             | _                   | _                   | _                   |
| 4      | Tuần 4 (5/7/2015)  | Mong anh về (Dương Cầm)                                                                               | Đào Ngọc Sang       | Phạm Phương Liên Trà                  | _                   | _                   | _                   |
| 5      | Tuần 4 (5/7/2015)  | Try (Michael Busbee, Ben West)                                                                        | Nguyễn Đức Phúc     | Lê Hoàng Phong                        | _                   | _                   | _                   |

### ĐộiĐàm Vĩnh Hưng
- Cố vấn chuyên môn: Quang Linh

| Thứ tự | Tuần phát sóng     | Bài hát đối đầu (Sáng tác)                                                            | Thí sinh thắng       | Thí sinh thua                          | Huấn luyện viên cứu | Huấn luyện viên cứu | Huấn luyện viên cứu |
| Thứ tự | Tuần phát sóng     | Bài hát đối đầu (Sáng tác)                                                            | Thí sinh thắng       | Thí sinh thua                          | Thu Phương          | Tuấn Hưng           | Mỹ Tâm              |
| ------ | ------------------ | ------------------------------------------------------------------------------------- | -------------------- | -------------------------------------- | ------------------- | ------------------- | ------------------- |
| 1      | Tuần 1 (14/6/2015) | Tiếng đêm (Hồ Hoài Anh)                                                               | Lê Quốc Vương        | Trần Quốc Khánh                        | _                   | _                   | _                   |
| 2      | Tuần 1 (14/6/2015) | Sao anh vẫn chờ (Lưu Thiên Hương)                                                     | Nguyễn Thị Thùy Linh | Trần Thu Hòa                           |                     | _                   | _                   |
| 3      | Tuần 2 (21/6/2015) | Đừng ngoảnh lại (Lưu Hương Giang)                                                     | Vũ Thị Phượng        | Nguyễn Thị Thu Hằng                    | _                   | _                   | _                   |
| 4      | Tuần 3 (28/6/2015) | Rồi mai thức giấc (Tường Văn)                                                         | Trần Thị Tố Ny       | Nguyễn Thành Long                      | _                   | _                   | _                   |
| 5      | Tuần 4 (5/7/2015)  | Wrecking ball (Lukasz Gottwald, Stephan Moccio, Maureen Anne McDonald, Sacha Skarbek) | Nguyễn Hồng Nhung    | Dương Thành Nam, Nguyễn Thị Thu Phượng | _                   | _                   | _                   |

## Vòng Liveshow (Biểu diễn trực tiếp)

### Liveshow 1 (12/07/2015)
Liveshow 1 của Giọng hát Việt 2015 là các phần thi của 2 đội Thu Phương và Tuấn Hưng. Kết quả các thí sinh đi tiếp hay dừng lại sẽ được công bố ngay cuối liveshow trực tiếp theo quy tắc:
- 3 thí sinh có số lượng bình chọn tin nhắn của khán giả cao nhất đội sẽ được vào thẳng vòng tiếp theo.
- 2 thí sinh được HLV chọn trong 4 thí sinh còn lại sẽ được vào vòng tiếp theo.
- 2 thí sinh không có lượng bình chọn tin nhắn trong top 3 đội và không được HLV lựa chọn sẽ bị loại.

| Đội        | Mã số | Tên thí sinh      | Bài hát dự thi             | Tác giả                                  | Kết quả    |
| ---------- | ----- | ----------------- | -------------------------- | ---------------------------------------- | ---------- |
| Thu Phương | 04    | Nguyễn Kiều Anh   | Huế thương                 | An Thuyên                                | Cao nhì    |
| Thu Phương | 02    | Lê Hữu Toàn       | Đông cuối                  | Hà Lê, Phúc Bồ, Kay Trần                 | Loại       |
| Thu Phương | 07    | Quách Cẩm Lê      | Vẽ                         | Phạm Toàn Thắng                          | Cao ba     |
| Thu Phương | 03    | Phùng Khánh Linh  | Tuổi thơ con               | Thùy Chi                                 | Cao nhất   |
| Thu Phương | 06    | Phạm Anh Duy      | Đường về                   | Công Hải                                 | HLV chọn 1 |
| Thu Phương | 05    | Nguyễn Hoàng Dũng | Ai cũng có ngày xưa        | Phan Mạnh Quỳnh                          | HLV chọn 2 |
| Thu Phương | 01    | Trần Thu Hòa      | Mẹ tôi                     | Trần Tiến                                | Loại       |
|            |       |                   |                            |                                          |            |
| Tuấn Hưng  | 08    | Lê Thị Hải Yến    | Healing                    | Nhạc: Hàn Quốc Lời Việt: Yến Lê          | Cao nhì    |
| Tuấn Hưng  | 14    | Trần Đăng Quang   | Sẽ không còn nữa           | Anh Tú                                   | HLV chọn 1 |
| Tuấn Hưng  | 12    | Hoàng Mai Hạ Vy   | Hà Nội niềm tin và hy vọng | Phan Nhân                                | Cao ba     |
| Tuấn Hưng  | 13    | Nguyễn Diệu Mi    | I love you                 | Teddy Park, Lydia Peak Lời Việt: Diệu Mi | HLV chọn 2 |
| Tuấn Hưng  | 10    | Trần Thị Lan      | Sao ta lặng im             | Nguyễn Hồng Thuận                        | Loại       |
| Tuấn Hưng  | 11    | Nguyễn Thái Dương | Sáng tối                   | Phạm Toàn Thắng                          | Loại       |
| Tuấn Hưng  | 09    | Vũ Bùi Thu Thủy   | I will survive             | Freddie Perren Dino Fekaris              | Cao nhất   |

Tiết mục biểu diễn của khách mời
| Thứ tự | Khách mời                                 | Bài hát                                                                           | Sáng tác                                     | Ghi chú                           |
| ------ | ----------------------------------------- | --------------------------------------------------------------------------------- | -------------------------------------------- | --------------------------------- |
| 1      | Đàm Vĩnh Hưng Mỹ Tâm Tuấn Hưng Thu Phương | Yêu dại khờ Dĩ vãng cuộc tình Chưa bao giờ Vậy là mình đã xa nhau 60 năm cuộc đời | Quang Huy Duy Mạnh Việt Anh Thái Thịnh Y Vân | Tiết mục mở màn Kết hợp của 4 HLV |
| 2      | Bùi Anh Tuấn                              | Buông                                                                             | Nguyễn Duy Anh                               | Tiết mục cuối cùng                |

### Liveshow 2 (19/07/2015)
Liveshow 2 của Giọng hát Việt 2015 là các phần thi của 2 đội Mỹ Tâm và Đàm Vĩnh Hưng. Kết quả các thí sinh đi tiếp hay dừng lại sẽ được công bố ngay cuối liveshow trực tiếp theo quy tắc:
- 3 thí sinh có số lượng bình chọn tin nhắn của khán giả cao nhất đội sẽ được vào thẳng vòng tiếp theo.
- 2 thí sinh được HLV chọn trong 4 thí sinh còn lại sẽ được vào vòng tiếp theo.
- 2 thí sinh không có lượng bình chọn tin nhắn trong top 3 đội và không được HLV lựa chọn sẽ bị loại.

| Đội           | Mã số                | Tên thí sinh           | Bài hát dự thi                    | Tác giả                                                     | Kết quả    |  |
| ------------- | -------------------- | ---------------------- | --------------------------------- | ----------------------------------------------------------- | ---------- |  |
| Đàm Vĩnh Hưng |                      |                        |                                   |                                                             |            |  |
| 27            | Nguyễn Thị Thùy Linh | Baby one more time     | Max Martin, Rami                  | HLV chọn 2                                                  |            |  |
| 28            | Nguyễn Quỳnh Như     | Tình ca                | Quốc Bảo                          | Loại                                                        |            |  |
| 24            | Thái Ngọc Bảo Trâm   | Khoảng không chơi vơi  | Trang Pháp                        | Cao nhì                                                     |            |  |
| 25            | Lê Quốc Vương        | Như những phút ban đầu | Tiến Minh                         | Loại                                                        |            |  |
| 22            | Vũ Thị Phượng        | Bang bang              | Nhạc Pháp Lời Việt: Phạm Duy      | Cao ba                                                      |            |  |
| 23            | Nguyễn Hồng Nhung    | Một nhà                | Da Lab                            | Cao nhất                                                    |            |  |
| 26            | Trần Thị Tố Ny       | Thức tỉnh              | Nguyễn Hải Phong                  | HLV chọn 1                                                  |            |  |
|               |                      |                        |                                   |                                                             |            |  |
| Mỹ Tâm        | 21                   | Phạm Thị Vân Anh       | All about that bass Khóc một mình | Kevin Kadish, Meghan Trainor Nhạc Hàn. Lời Việt: Tuấn Nghĩa | Cao nhì    |  |
| Mỹ Tâm        | 19                   | Nguyễn Thị Thu Thủy    | Papa                              | Dương Khắc Linh                                             | HLV chọn 1 |  |
| Mỹ Tâm        | 20                   | Lê Hải Yến             | Mercy                             | Aime'e Ann Duffy, Steve Booker                              | Loại       |  |
| Mỹ Tâm        | 15                   | Nguyễn Cao Bảo Uyên    | Con có mẹ rồi                     | Hồ Hoài Anh                                                 | Cao ba     |  |
| Mỹ Tâm        | 16                   | Lê Thái Sơn            | 50 ways to say goodbye            | Patrick Monahan, Espen Lind, Amund Bjorklund                | Loại       |  |
| Mỹ Tâm        | 17                   | Đào Ngọc Sang          | Để nhớ một thời ta đã yêu         | Thái Thịnh                                                  | HLV chọn 2 |  |
| Mỹ Tâm        | 18                   | Nguyễn Đức Phúc        | Chắc ai đó sẽ về                  | Sơn Tùng MTP                                                | Cao nhất   |  |

### Liveshow 3 (26/07/2015)
Liveshow 3 của Giọng hát Việt 2015 là các phần thi của 2 đội Thu Phương và Tuấn Hưng. Kết quả các thí sinh đi tiếp hay dừng lại sẽ được công bố ngay cuối liveshow trực tiếp theo quy tắc:
- 2 thí sinh có số lượng bình chọn tin nhắn của khán giả cao nhất đội sẽ được vào thẳng vòng tiếp theo.
- 2 thí sinh được HLV chọn trong 3 thí sinh còn lại sẽ được vào vòng tiếp theo.
- 1 thí sinh không có lượng bình chọn tin nhắn trong top 2 đội và không được HLV lựa chọn sẽ bị loại.

| Đội        | Mã số             | Tên thí sinh                                | Bài hát dự thi                     | Tác giả    | Kết quả |  |
| ---------- | ----------------- | ------------------------------------------- | ---------------------------------- | ---------- | ------- |  |
| Thu Phương |                   |                                             |                                    |            |         |  |
| 07         | Quách Cẩm Lê      | Ngỡ đâu tình đã quên mình                   | Lê Hựu Hà                          | Loại       |         |  |
| 03         | Phùng Khánh Linh  | Cô gái đến từ hôm qua Và câu chuyện bắt đầu | Trần Lê Quỳnh Việt Anh             | Cao nhất   |         |  |
| 06         | Phạm Anh Duy      | Giọt buồn để lại                            | Nhạc: Dương Khắc Linh Lời: Dũng Hà | HLV chọn 2 |         |  |
| 05         | Nguyễn Hoàng Dũng | Không phải dạng vừa đâu                     | Sơn Tùng MTP                       | HLV chọn 1 |         |  |
| 04         | Nguyễn Kiều Anh   | Dệt tầm gai                                 | Nhạc: Ngọc Đại Thơ: Vi Thùy Linh   | Cao nhì    |         |  |
|            |                   |                                             |                                    |            |         |  |
| Tuấn Hưng  |                   |                                             |                                    |            |         |  |
| 13         | Nguyễn Diệu Mi    | Hãy thứ tha cho em                          | Dương Khắc Linh                    | Loại       |         |  |
| 12         | Hoàng Mai Hạ Vy   | Trống vắng                                  | Quốc Hùng                          | Cao nhất   |         |  |
| 08         | Lê Thị Hải Yến    | Quay lưng                                   | Yến Lê                             | Cao nhì    |         |  |
| 09         | Vũ Bùi Thu Thủy   | Lạc                                         | Phạm Toàn Thắng                    | HLV chọn 2 |         |  |
| 14         | Trần Đăng Quang   | You're not alone                            | Robert Kelly                       | HLV chọn 1 |         |  |

### Liveshow 4 (09/08/2015)
Liveshow 4 của Giọng hát Việt 2015 là các phần thi của 2 đội Mỹ Tâm và Đàm Vĩnh Hưng. Kết quả các thí sinh đi tiếp hay dừng lại sẽ được công bố ngay cuối liveshow trực tiếp theo quy tắc:
- 2 thí sinh có số lượng bình chọn tin nhắn của khán giả cao nhất đội sẽ được vào thẳng vòng tiếp theo.
- 2 thí sinh được HLV chọn trong 3 thí sinh còn lại sẽ được vào vòng tiếp theo.
- 1 thí sinh không có lượng bình chọn tin nhắn trong top 2 đội và không được HLV lựa chọn sẽ bị loại.

| Đội           | Mã số | Tên thí sinh         | Bài hát dự thi                | Tác giả                                 | Kết quả    |
| ------------- | ----- | -------------------- | ----------------------------- | --------------------------------------- | ---------- |
| Đàm Vĩnh Hưng | 24    | Thái Ngọc Bảo Trâm   | I'm still loving you          | Đỗ Hiếu                                 | HLV chọn 2 |
| Đàm Vĩnh Hưng | 23    | Nguyễn Hồng Nhung    | Tìm                           | Hoàng Tôn, Khắc Hưng                    | Cao nhất   |
| Đàm Vĩnh Hưng | 27    | Nguyễn Thị Thùy Linh | Rung động                     | Nguyễn Đức Cường                        | Loại       |
| Đàm Vĩnh Hưng | 26    | Trần Thị Tố Ny       | Lạc                           | Tăng Tường Anh                          | Cao nhì    |
| Đàm Vĩnh Hưng | 22    | Vũ Thị Phượng        | Vệt nắng cuối trời            | Tiến Minh                               | HLV chọn 1 |
|               |       |                      |                               |                                         |            |
| Mỹ Tâm        | 17    | Đào Ngọc Sang        | Nếu như                       | Đức Trí                                 | HLV chọn 2 |
| Mỹ Tâm        | 15    | Nguyễn Cao Bảo Uyên  | Giấc mơ tình yêu Nhé anh      | Tường Văn Nguyễn Hà                     | Cao nhất   |
| Mỹ Tâm        | 19    | Nguyễn Thị Thu Thủy  | Felling good Tôi tìm thấy tôi | Anthony Newley, Leslie Bricusse Đức Trí | Loại       |
| Mỹ Tâm        | 21    | Phạm Thị Vân Anh     | Buồn                          | Lưu Thiên Hương                         | HLV chọn 1 |
| Mỹ Tâm        | 18    | Nguyễn Đức Phúc      | Hello                         | Lionel Richie                           | Cao nhì    |

### Liveshow 5 (16/08/2015)
Liveshow 5 của Giọng hát Việt 2015 là các phần thi của 2 đội Thu Phương và Tuấn Hưng. Các thí sinh sẽ trình bày lần lượt 1 bài hát đơn ca và 1 bài hát song ca với 1 thành viên khác của đội mình do HLV chỉ định. Kết quả các thí sinh đi tiếp hay dừng lại sẽ được công bố ngay cuối liveshow trực tiếp theo quy tắc:
- 2 thí sinh có số lượng bình chọn tin nhắn của khán giả cao nhất đội sẽ được vào thẳng vòng tiếp theo.
- 1 thí sinh được HLV chọn trong 2 thí sinh còn lại sẽ được vào vòng tiếp theo.
- 1 thí sinh không có lượng bình chọn tin nhắn trong top 2 đội và không được HLV lựa chọn sẽ bị loại.

| Đội        | Mã số             | Tên thí sinh                | Bài hát dự thi                                           | Bài hát dự thi    | Bài hát dự thi                                              | Bài hát dự thi | Kết quả |
| Đội        | Mã số             | Tên thí sinh                | Đơn ca                                                   | Tác giả           | Song ca                                                     | Tác giả        | Kết quả |
| ---------- | ----------------- | --------------------------- | -------------------------------------------------------- | ----------------- | ----------------------------------------------------------- | -------------- | ------- |
| Thu Phương |                   |                             |                                                          |                   |                                                             |                |         |
| 04         | Nguyễn Kiều Anh   | Độc ẩm                      | Khắc Hưng                                                | Tình yêu màu nắng | Phạm Thanh Hà                                               | Cao nhất       |         |
| 06         | Phạm Anh Duy      | Phố thị                     | Tăng Nhật Tuệ                                            | Tình yêu màu nắng | Phạm Thanh Hà                                               | Loại           |         |
| 03         | Phùng Khánh Linh  | Chạy                        | Phạm Toàn Thắng                                          | Tan biến          | Nguyễn Hải Phong                                            | Cao nhì        |         |
| 05         | Nguyễn Hoàng Dũng | Đường đêm                   | Hoàng Dũng                                               | Tan biến          | Nguyễn Hải Phong                                            | HLV chọn       |         |
|            |                   |                             |                                                          |                   |                                                             |                |         |
| Tuấn Hưng  |                   |                             |                                                          |                   |                                                             |                |         |
| 08         | Lê Thị Hải Yến    | Cho con được thay cha       | Yến Lê                                                   | Born this way     | Lady Gaga, Frenando Garibay, Jeppe Laursen, DJ White Shadow | Cao nhất       |         |
| 09         | Vũ Bùi Thu Thủy   | Genie in a bottle Buông tay | David Frank, Steve Kipner, Pamela Sheyne Lưu Thiên Hương | Born this way     | Lady Gaga, Frenando Garibay, Jeppe Laursen, DJ White Shadow | Cao nhì        |         |
| 12         | Hoàng Mai Hạ Vy   | Giây phút cuối              | Dương Khắc Linh, Hoàng Huy Long                          | Đêm cô đơn        | Trung Kiên                                                  | HLV chọn       |         |
| 14         | Trần Đăng Quang   | Cha và mẹ                   | Nông Tiến Bắc                                            | Đêm cô đơn        | Trung Kiên                                                  | Loại           |         |

### Liveshow 6 (23/08/2015)
Liveshow 6 của Giọng hát Việt 2015 là các phần thi của 2 đội Mỹ Tâm và Đàm Vĩnh Hưng. Các thí sinh sẽ trình bày lần lượt 1 bài hát đơn ca và 1 bài hát song ca với 1 thành viên khác của đội mình do HLV chỉ định. Kết quả các thí sinh đi tiếp hay dừng lại sẽ được công bố ngay cuối liveshow trực tiếp theo quy tắc:
- 2 thí sinh có số lượng bình chọn tin nhắn của khán giả cao nhất đội sẽ được vào thẳng vòng tiếp theo.
- 1 thí sinh được HLV chọn trong 2 thí sinh còn lại sẽ được vào vòng tiếp theo.
- 1 thí sinh không có lượng bình chọn tin nhắn trong top 2 đội và không được HLV lựa chọn sẽ bị loại.

| Đội           | Mã số               | Tên thí sinh                         | Bài hát dự thi                                | Bài hát dự thi            | Bài hát dự thi                                   | Bài hát dự thi | Kết quả |
| Đội           | Mã số               | Tên thí sinh                         | Đơn ca                                        | Tác giả                   | Song ca                                          | Tác giả        | Kết quả |
| ------------- | ------------------- | ------------------------------------ | --------------------------------------------- | ------------------------- | ------------------------------------------------ | -------------- | ------- |
| Đàm Vĩnh Hưng |                     |                                      |                                               |                           |                                                  |                |         |
| 23            | Nguyễn Hồng Nhung   | Anh nhớ em                           | Anh Tú                                        | Đừng lừa dối              | Nhạc ngoại Lời Việt: Chu Minh Ký                 | Cao nhì        |         |
| 26            | Trần Thị Tố Ny      | Tình xót xa thôi                     | Lê Quang                                      | Đừng lừa dối              | Nhạc ngoại Lời Việt: Chu Minh Ký                 | HLV chọn       |         |
| 24            | Thái Ngọc Bảo Trâm  | Mắt buồn                             | Trường Huy                                    | I have nothing            | David Foster, Linda Thompson                     | Cao nhất       |         |
| 22            | Vũ Thị Phượng       | Góc phố rêu xanh Tình ơi xin ngủ yên | Nhật Trung Nhạc ngoại Lời Việt: Đàm Vĩnh Hưng | I have nothing            | David Foster, Linda Thompson                     | Loại           |         |
|               |                     |                                      |                                               |                           |                                                  |                |         |
| Mỹ Tâm        |                     |                                      |                                               |                           |                                                  |                |         |
| 17            | Đào Ngọc Sang       | Sai                                  | Mỹ Tâm                                        | Nơi tình yêu bắt đầu      | Tiến Minh                                        | Loại           |         |
| 15            | Nguyễn Cao Bảo Uyên | And I am telling you I'm not going   | Tom Eyen, Henry Krieger                       | Nơi tình yêu bắt đầu      | Tiến Minh                                        | Cao nhất       |         |
| 21            | Phạm Thị Vân Anh    | Chandelier                           | Sia, Jesse Shatkin                            | Ngày mai Ban mai tình yêu | Lưu Thiên Hương Nhạc ngoại Lời Việt: Trung Nghĩa | HLV chọn       |         |
| 18            | Nguyễn Đức Phúc     | Nếu như anh đến                      | Nguyễn Đức Cường                              | Ngày mai Ban mai tình yêu | Lưu Thiên Hương Nhạc ngoại Lời Việt: Trung Nghĩa | Cao nhì        |         |

### Liveshow 7 (30/08/2015)
Liveshow 7 của Giọng hát Việt 2015 là các phần thi của tất cả bốn đội Thu Phương, Tuấn Hưng, Mỹ Tâm và Đàm Vĩnh Hưng.
Kết quả các thí sinh đi tiếp hay dừng lại sẽ được công bố ngay cuối liveshow trực tiếp theo quy tắc:
- 1 thí sinh có số lượng bình chọn tin nhắn của khán giả cao nhất đội sẽ được vào thẳng vòng tiếp theo.
- 1 thí sinh được HLV chọn trong 2 thí sinh còn lại sẽ được vào vòng tiếp theo.
- 1 thí sinh không có lượng bình chọn tin nhắn cao nhất đội và không được HLV lựa chọn sẽ bị loại.

| Đội           | Mã số               | Tên thí sinh         | Bài hát dự thi                                       | Tác giả  | Kết quả |
| ------------- | ------------------- | -------------------- | ---------------------------------------------------- | -------- | ------- |
| Thu Phương    |                     |                      |                                                      |          |         |
| 03            | Phùng Khánh Linh    | Thương ca Tiếng Việt | Nhạc: Đức Trí Lời: Hà Quang Minh                     | Loại     |         |
| 05            | Nguyễn Hoàng Dũng   | Mái đình làng biển   | Nguyễn Cường                                         | Cao nhất |         |
| 04            | Nguyễn Kiều Anh     | Thư pháp             | Nguyễn Duy Hùng                                      | HLV chọn |         |
|               |                     |                      |                                                      |          |         |
| Tuấn Hưng     |                     |                      |                                                      |          |         |
| 08            | Lê Thị Hải Yến      | Don't leave me alone | Yến Lê                                               | HLV chọn |         |
| 09            | Vũ Bùi Thu Thủy     | My world             | Hồ Hoài Anh, Vũ Bùi Thu Thủy                         | Cao nhất |         |
| 12            | Hoàng Mai Hạ Vy     | Để em rời xa         | FB Boiz                                              | Loại     |         |
|               |                     |                      |                                                      |          |         |
| Đàm Vĩnh Hưng |                     |                      |                                                      |          |         |
| 24            | Thái Ngọc Bảo Trâm  | Hot                  | Nhạc: Dada. Lời: Nathan Lee                          | Loại     |         |
| 23            | Nguyễn Hồng Nhung   | Flashlight           | Sia Furler, Christian Guzman, Jason Moore, Sam Smith | Cao nhất |         |
| 26            | Trần Thị Tố Ny      | Say đắm              | Lê Đức Hùng                                          | HLV chọn |         |
|               |                     |                      |                                                      |          |         |
| Mỹ Tâm        |                     |                      |                                                      |          |         |
| 15            | Nguyễn Cao Bảo Uyên | Tự nguyện            | Nhạc: Trương Quốc Khánh Ý thơ: Tố Hữu                | Cao nhất |         |
| 18            | Nguyễn Đức Phúc     | Huyền thoại mẹ       | Trịnh Công Sơn                                       | HLV chọn |         |
| 21            | Phạm Thị Vân Anh    | Màu hoa đỏ           | Nhạc: Thuận Yến Thơ: Nguyễn Đức Mậu                  | Loại     |         |

### Liveshow 8 (06/09/2015)
Liveshow 8 của Giọng hát Việt 2015 là các phần thi của tất cả bốn đội Thu Phương, Tuấn Hưng, Mỹ Tâm và Đàm Vĩnh Hưng. Đây là đêm thi bán kết để chọn ra 4 thí sinh của 4 đội đi vào đêm chung kết. Kết quả các thí sinh đi tiếp hay dừng lại sẽ được công bố ngay cuối liveshow trực tiếp theo quy tắc:
Tổng điểm (%) = Tỉ lệ bình chọn của khán giả (%) + Điểm số của huấn luyện viên cho (%)
- Tỉ lệ bình chọn của mỗi thí sinh được quy ra % trên tổng số 100% bình chọn của cả hai thí sinh.
- Huấn luyện viên có 100% điểm số để cho hai thí sinh tùy theo mức độ đánh giá của mình dành cho thí sinh.
- Tổng hai tỉ lệ bình chọn này của thí sinh nào cao hơn sẽ đi tiếp vào chung kết, thí sinh có tổng điểm thấp hơn sẽ bị loại.

| Đội           | Mã số               | Tên thí sinh                                                           | Bài hát dự thi                                                            | Tác giả | Điểm thành phần     | Điểm thành phần  | Tổng điểm (%) | Kết quả |
| Đội           | Mã số               | Tên thí sinh                                                           | Bài hát dự thi                                                            | Tác giả | Tỉ lệ bình chọn (%) | Điểm HLV cho (%) | Tổng điểm (%) | Kết quả |
| ------------- | ------------------- | ---------------------------------------------------------------------- | ------------------------------------------------------------------------- | ------- | ------------------- | ---------------- | ------------- | ------- |
| Thu Phương    |                     |                                                                        |                                                                           |         |                     |                  |               |         |
| 04            | Nguyễn Kiều Anh     | Ảo ảnh trưa                                                            | Nguyễn Trần Trung Quân                                                    | 44,32%  | 0%                  | 44,32%           | Loại          |         |
| 05            | Nguyễn Hoàng Dũng   | Chưa bao giờ                                                           | Tiên Tiên Việt Anh                                                        | 55,68%  | 100%                | 155,68%          | Vào CK        |         |
|               |                     |                                                                        |                                                                           |         |                     |                  |               |         |
| Tuấn Hưng     |                     |                                                                        |                                                                           |         |                     |                  |               |         |
| 08            | Lê Thị Hải Yến      | Việt Nam trong tôi là...                                               | Yến Lê                                                                    | 59,8%   | 50%                 | 109,8%           | Vào CK        |         |
| 09            | Vũ Bùi Thu Thủy     | Chỉ là quá khứ                                                         | Hồ Hoài Anh Thu Thủy                                                      | 40,2%   | 50%                 | 90,2%            | Loại          |         |
|               |                     |                                                                        |                                                                           |         |                     |                  |               |         |
| Đàm Vĩnh Hưng |                     |                                                                        |                                                                           |         |                     |                  |               |         |
| 26            | Trần Thị Tố Ny      | Ai xuôi vạn lý Đá trông chồng                                          | Lê Thương Lê Minh Sơn                                                     | 56,07%  | 75%                 | 131,07%          | Vào CK        |         |
| 23            | Nguyễn Hồng Nhung   | Set fire to the rain Lặng thầm một tình yêu Cơn mưa ngang qua Đổi thay | Adele, Fraser T Smith Thanh Bùi, Viễn Trình Sơn Tùng MTP Nguyễn Hoàng Duy | 43,93%  | 25%                 | 68,93%           | Loại          |         |
|               |                     |                                                                        |                                                                           |         |                     |                  |               |         |
| Mỹ Tâm        |                     |                                                                        |                                                                           |         |                     |                  |               |         |
| 15            | Nguyễn Cao Bảo Uyên | Yêu                                                                    | Lê Minh Sơn                                                               | 46,40%  | 45%                 | 91,40%           | Loại          |         |
| 18            | Nguyễn Đức Phúc     | Đã hơn một lần I believe I can fly                                     | Tăng Nhật Tuệ R. Kelly                                                    | 53,60%  | 55%                 | 108,6%           | Vào CK        |         |

Tiết mục biểu diễn của khách mời
| Thứ tự | Khách mời       | Bài hát          | Sáng tác        | Ghi chú     |
| ------ | --------------- | ---------------- | --------------- | ----------- |
| 1      | Hoàng Thùy Linh | Nhịp đập giấc mơ | Lưu Thiên Hương | Đợi kết quả |

### Liveshow 9 (13/09/2015)
Liveshow 9 của Giọng hát Việt 2015 là các phần thi của tất cả bốn đội Thu Phương, Tuấn Hưng, Mỹ Tâm và Đàm Vĩnh Hưng. Đây là đêm thi chung kết để tìm ra danh hiệu quán quân của mùa giải. Kết quả sẽ được công bố vào Liveshow 10 và hoàn toàn dựa vào sự bình chọn của khán giả. Thí sinh có lượng tin nhắn bình chọn cao nhất trong số 4 thí sinh cuối cùng sẽ trở thành quán quân của mùa giải.
| Đội           | Mã số | Tên thí sinh      | Bài hát dự thi    | Bài hát dự thi                     | Bài hát dự thi         | Bài hát dự thi                                   | Bài hát dự thi                                                     | Bài hát dự thi                              |
| Đội           | Mã số | Tên thí sinh      | Đơn ca 1          | Tác giả                            | Đơn ca 2               | Tác giả                                          | Song ca cùng HLV                                                   | Tác giả                                     |
| ------------- | ----- | ----------------- | ----------------- | ---------------------------------- | ---------------------- | ------------------------------------------------ | ------------------------------------------------------------------ | ------------------------------------------- |
| Thu Phương    | 05    | Nguyễn Hoàng Dũng | Yếu đuối          | Nguyễn Hoàng Dũng                  | Huyền thoại hồ Núi Cốc | Phó Đức Phương                                   | Tình ca Tình ca                                                    | Phạm Duy Hoàng Việt                         |
|               |       |                   |                   |                                    |                        |                                                  |                                                                    |                                             |
| Tuấn Hưng     | 08    | Lê Thị Hải Yến    | Cảm ơn chân thành | Yến Lê                             | The edge of the glory  | Stefani Germanotta, Fernando Garibay, Paul Blair | Đam mê Nắm lấy tay anh                                             | Nguyễn Hoàng Duy Anh Tú                     |
|               |       |                   |                   |                                    |                        |                                                  |                                                                    |                                             |
| Đàm Vĩnh Hưng | 26    | Trần Thị Tố Ny    | Không cần nói     | Nhạc Pháp Lời Việt: Lê Xuân Trường | Get high               | Khắc Hưng                                        | Chuyện thành Cổ Loa                                                | Hoài An                                     |
|               |       |                   |                   |                                    |                        |                                                  |                                                                    |                                             |
| Mỹ Tâm        | 18    | Nguyễn Đức Phúc   | Yêu xa            | Vũ Cát Tường                       | Chảy đi sông ơi        | Phó Đức Phương                                   | Money money Sos The winner takes it all Gime gime gime Voulez vous | Björn Ulvaeus Benny Andersson Stig Anderson |

Tiết mục biểu diễn của khách mời
| Thứ tự | Khách mời    | Bài hát             | Sáng tác     | Ghi chú |
| ------ | ------------ | ------------------- | ------------ | ------- |
| 1      | Sơn Tùng MTP | Em của ngày hôm qua | Sơn Tùng MTP | Mở màn  |

### Liveshow 10 (20/09/2015)
Liveshow 10 của Giọng hát Việt 2015 là đêm công bố kết quả quán quân của chương trình với những tiết mục khách mời đặc sắc. Quán quân của chương trình được xác định hoàn toàn dựa vào lượng tin nhắn của khán giả từ đêm chung kết đến hết đêm Liveshow 10.
Tiết mục biểu diễn của khách mời
| Thứ tự | Khách mời/Thí sinh                                        | Bài hát                                    | Sáng tác                                    | Ghi chú                                     |
| ------ | --------------------------------------------------------- | ------------------------------------------ | ------------------------------------------- | ------------------------------------------- |
| 1      | Noo Phước Thịnh                                           | Hold me tonigh                             | Đỗ Hiếu                                     | Mở màn                                      |
| 2      | Taylor John Williams                                      | Royals                                     | Lorde, Joel Litlle                          | Top 5 The Voice Mỹ mùa 7                    |
| 3      | Bảo Uyên, Thu Thủy, Vân Anh, Hồng Nhung                   | Wings                                      | Thomas Barnes, Peter, Kelleher, Ben Kohn    | Các thí sinh đã bị loại                     |
| 4      | Nguyễn Hoàng Dũng                                         | Cây vĩ cầm                                 | Lê Yến Hoa                                  | Top 4 đơn ca                                |
| 5      | Trần Thị Tố Ny                                            | Còn thương rau đắng mọc sau hè             | Bắc Sơn                                     | Top 4 đơn ca                                |
| 6      | Lê Hải Yến                                                | Nhà là nơi tìm về                          | Hồ Hoài Anh Yến Lê                          | Top 4 đơn ca                                |
| 7      | Nguyễn Đức Phúc                                           | Tình cha                                   | Ngọc Sơn                                    | Top 4 đơn ca                                |
| 8      | Vũ Thảo My                                                | Walk away                                  | Thiều Bảo Trang                             | Nhà vô địch GHV mùa 2                       |
| 9      | Bùi Anh Tuấn                                              | Ngừng                                      | Nguyễn Duy Anh                              | Top 8 GHV mùa 1                             |
| 10     | Hồ Ngọc Hà                                                | What is love                               | Nhạc: Kiên Trần Lời: Hồ Ngọc Hà             | Cựu HLV GHV mùa 1                           |
| 11     | Thu Phương                                                | Giữ lại hạnh phúc                          | Anh Tú                                      | Tiết mục của HLV                            |
| 12     | Đàm Vĩnh Hưng Nguyễn Hồng Nhung Vũ Thị Phượng             | Anh nhớ em vô cùng Bình minh sẽ mang em đi | Duy Mạnh Nhạc ngoại Lời Việt: Đàm Vĩnh Hưng | Tiết mục của HLV và thí sinh của đội        |
| 13     | Tuấn Hưng Thí sinh đội Tuấn Hưng                          | We are the world                           | Michael Jackson Lionel Richel               | Tiết mục của HLV và thí sinh của đội        |
| 14     | Mỹ Tâm Nguyễn Đức Phúc                                    | Ước gì                                     | Võ Thiện Thanh                              | Tiết mục của HLV và thí sinh của đội        |
| 15     | Taylor John Williams Hoàng Dũng, Tố Ny, Đức Phúc, Hải Yến | Come together                              | Lennon, Mc Cartney                          | Top 5 The Voice Mỹ mùa 7 và Top 4 GHV mùa 3 |

Học viên học viện Giọng hát Việt
| Thứ tự | Tên thí sinh        | Đội           | Thành tích      |
| ------ | ------------------- | ------------- | --------------- |
| 1      | Nguyễn Hoàng Dũng   | Thu Phương    | Á quân mùa 3    |
| 2      | Lê Hải Yến          | Tuấn Hưng     | Á quân mùa 3    |
| 3      | Trần Thị Tố Ny      | Đàm Vĩnh Hưng | Á quân mùa 3    |
| 4      | Nguyễn Đức Phúc     | Mỹ Tâm        | Quán quân mùa 3 |
| 5      | Phạm Thị Vân Anh    | Mỹ Tâm        | Top 12 mùa 3    |
| 6      | Nguyễn Cao Bảo Uyên | Mỹ Tâm        | Top 8 mùa 3     |

Kết quả Giọng hát Việt 2015
| Thứ tự | Tên thí sinh      | Kết quả   |
| ------ | ----------------- | --------- |
| 1      | Nguyễn Đức Phúc   | Quán quân |
| 2      | Trần Thị Tố Ny    | Á quân    |
| 3      | Nguyễn Hoàng Dũng | Á quân    |
| 4      | Lê Hải Yến        | Á quân    |

## Bảng loại trừ
| - Thí sinh đội Đàm Vĩnh Hưng - Thí sinh đội Mỹ Tâm | - Thí sinh đội Thu Phương - Thí sinh đội Tuấn Hưng |

| Thí sinh             | Tuần 1+2   | Tuần 3+4        | Tuần 5+6        | Tuần 7          | Tuần 8          | Chung kết       |
| -------------------- | ---------- | --------------- | --------------- | --------------- | --------------- | --------------- |
| Nguyễn Đức Phúc      | Cao nhất   | Cao nhì         | Cao nhì         | HLV chọn        | 108,6%          | Quán quân       |
| Lê Thị Hải Yến       | Cao nhì    | Cao nhì         | Cao nhất        | HLV chọn        | 109,8%          | Á quân          |
| Nguyễn Hoàng Dũng    | HLV chọn 2 | HLV chọn 1      | HLV chọn        | Cao nhất        | 155,68%         | Giải ba         |
| Trần Thị Tố Ny       | HLV chọn   | Cao nhì         | HLV chọn        | HLV chọn        | 131,07%         | Giải tư         |
| Nguyễn Cao Bảo Uyên  | Cao ba     | Cao nhất        | Cao nhất        | Cao nhất        | Loại            | Loại (Tuần 8)   |
| Vũ Bùi Thu Thủy      | Cao nhất   | HLV chọn        | Cao nhì         | Cao nhất        | Loại            | Loại (Tuần 8)   |
| Nguyễn Hồng Nhung    | Cao nhất   | Cao nhất        | Cao nhì         | Cao nhất        | Loại            | Loại (Tuần 8)   |
| Nguyễn Kiều Anh      | Cao nhì    | Cao nhì         | Cao nhất        | HLV chọn        | Loại            | Loại (Tuần 8)   |
| Thái Ngọc Bảo Trâm   | Cao nhì    | HLV chọn        | Cao nhất        | Loại            | Loại (Tuần 7)   | Loại (Tuần 7)   |
| Phạm Thị Vân Anh     | Cao nhì    | HLV chọn        | HLV chọn        | Loại            | Loại (Tuần 7)   | Loại (Tuần 7)   |
| Phùng Khánh Linh     | Cao nhất   | Cao nhất        | Cao nhì         | Loại            | Loại (Tuần 7)   | Loại (Tuần 7)   |
| Hoàng Mai Hạ Vy      | Cao ba     | Cao nhất        | HLV chọn        | Loại            | Loại (Tuần 7)   | Loại (Tuần 7)   |
| Phạm Anh Duy         | HLV chọn   | HLV chọn        | Loại            | Loại (Tuần 5+6) | Loại (Tuần 5+6) | Loại (Tuần 5+6) |
| Vũ Thị Phượng        | Cao ba     | HLV chọn        | Loại            | Loại (Tuần 5+6) | Loại (Tuần 5+6) | Loại (Tuần 5+6) |
| Đào Ngọc Sang        | HLV chọn   | HLV chọn        | Loại            | Loại (Tuần 5+6) | Loại (Tuần 5+6) | Loại (Tuần 5+6) |
| Trần Đăng Quang      | HLV chọn   | HLV chọn        | Loại            | Loại (Tuần 5+6) | Loại (Tuần 5+6) | Loại (Tuần 5+6) |
| Quách Cẩm Lê         | Cao ba     | Loại            | Loại (Tuần 3+4) | Loại (Tuần 3+4) | Loại (Tuần 3+4) | Loại (Tuần 3+4) |
| Nguyễn Thị Thu Thủy  | HLV chọn   | Loại            | Loại (Tuần 3+4) | Loại (Tuần 3+4) | Loại (Tuần 3+4) | Loại (Tuần 3+4) |
| Nguyễn Diệu Mi       | HLV chọn   | Loại            | Loại (Tuần 3+4) | Loại (Tuần 3+4) | Loại (Tuần 3+4) | Loại (Tuần 3+4) |
| Nguyễn Thị Thùy Linh | HLV chọn   | Loại            | Loại (Tuần 3+4) | Loại (Tuần 3+4) | Loại (Tuần 3+4) | Loại (Tuần 3+4) |
| Trần Thu Hòa         | Loại       | Loại (Tuần 1+2) | Loại (Tuần 1+2) | Loại (Tuần 1+2) | Loại (Tuần 1+2) | Loại (Tuần 1+2) |
| Lê Hữu Toàn          | Loại       | Loại (Tuần 1+2) | Loại (Tuần 1+2) | Loại (Tuần 1+2) | Loại (Tuần 1+2) | Loại (Tuần 1+2) |
| Trần Thị Lan         | Loại       | Loại (Tuần 1+2) | Loại (Tuần 1+2) | Loại (Tuần 1+2) | Loại (Tuần 1+2) | Loại (Tuần 1+2) |
| Nguyễn Thái Dương    | Loại       | Loại (Tuần 1+2) | Loại (Tuần 1+2) | Loại (Tuần 1+2) | Loại (Tuần 1+2) | Loại (Tuần 1+2) |
| Nguyễn Quỳnh Như     | Loại       | Loại (Tuần 1+2) | Loại (Tuần 1+2) | Loại (Tuần 1+2) | Loại (Tuần 1+2) | Loại (Tuần 1+2) |
| Lê Quốc Vương        | Loại       | Loại (Tuần 1+2) | Loại (Tuần 1+2) | Loại (Tuần 1+2) | Loại (Tuần 1+2) | Loại (Tuần 1+2) |
| Lê Hải Yến           | Loại       | Loại (Tuần 1+2) | Loại (Tuần 1+2) | Loại (Tuần 1+2) | Loại (Tuần 1+2) | Loại (Tuần 1+2) |
| Lê Thái Sơn          | Loại       | Loại (Tuần 1+2) | Loại (Tuần 1+2) | Loại (Tuần 1+2) | Loại (Tuần 1+2) | Loại (Tuần 1+2) |

## Tiểu sử tham gia các cuộc thi khác của thí sinh
Vietnam Idol
- Giáp Lê Tuấn (top 8, mùa 2)
- Lê Thị Hải Yến (hay Yến Lê) (top 8, mùa 5)
- Trần Thị Tố Ny (top 32, mùa 4)

Vietnam's Got Talent
- Nguyễn Kiều Anh (top 4, mùa 2)

Tuyệt đỉnh tranh tài
- Quách Cẩm Lê (Kimmese) (mùa 1, hạng 8)

Sing My Song
- Nguyễn Hồng Nhung (Vicky Nhung) (team Nguyễn Hải Phong) - loại ở vòng tranh đấu
- Nguyễn Hoàng Dũng (team Giáng Son) - top 9 chung kết
- Lê Hữu Toàn (team Giáng Son) - loại ở vòng sáng tác

Khởi đầu ước mơ
- Phạm Anh Duy (team Khắc Hưng) - Nhà vô địch
- Trần Thu Hòa (team Khắc Hưng) - Giải ba
- Huỳnh Thụy Thanh Tú - Top 36 bán kết

Biến hóa hoàn hảo
- Đức Phúc (Thành Lộc) - Tứ kết
- Trần Thu Hòa (Hari Won) - Bán kết

Solo cùng Bolero
- Nguyễn Thị Thu Hằng (nhà vô địch, mùa 2)
- Tố My (chị ruột Tố Ny, á quân, mùa 3)

Nhân tố bí ẩn
- Nguyễn Ngọc Huy - Vòng tranh đấu - nhóm ca sĩ Nam dưới 25 tuổi (mùa 2)
- Lê Hoàng Phong - Top 9, mùa 2
- Nguyễn Thị Thu Thủy - Top 11, mùa 2

Tôi là.. người chiến thắng
- Lê Thái Sơn (top 8, mùa 2)

Tuyệt đỉnh song ca
- Phùng Khánh Linh (team Cẩm Ly & Đan Trường)
- Nguyễn Thị Minh Uyên (top 4 team Đàm Vĩnh Hưng & Dương Triệu Vũ)

The Remix - Hòa âm Ánh sáng
- Yến Lê (cùng Yanbi) (mùa 3, Top 8)

Gương mặt thân quen
- Tố Ny (mùa 5, á quân)
- Vũ Thị Phượng (mùa 5, Top 5)

Giọng hát Việt
- Trần Thị Tố Ny (Dừng chân mùa 1, vòng giấu mặt)
- Nguyễn Trường Sinh (hay Song Luân) (mùa 1, vòng giấu mặt)
- Thái Ngọc Bảo Trâm (tham gia lại mùa 4, team Đông Nhi)

Tiếng ca học đường
- Lê Thái Sơn (2009, giải nhất)

Ban nhạc quyền năng
- Lê Thái Sơn (mùa 1, giải ba)
- Đào Ngọc Sang (mùa 3, quán quân)

Ai là bậc thầy chính hiệu
- Đào Ngọc Sang (2019,Bậc Thầy Giả Mạo)

Ca sĩ mặt nạ
- Hoàng Dũng (Mascot Thỏ Xỏ Khuyên, mùa 2, 2023)
- Vũ Thị Phượng (Mascot Sứa Thuỷ Tinh, Top 9 mùa 2, 2023

Chị đẹp đạp gió
Nguyễn Kiều Anh (Thành đoàn mùa 2, 2024)
Anh trai “say hi”
Nguyễn Đức Phúc (mùa 1, 2024)
Phạm Anh Duy (mùa 1, 2024)
Khác
- Quách Cẩm Lê (Kimmese) là rapper nữ nổi tiếng đời đầu ở Việt Nam, từng biết đến hit Áo xanh, Bao giờ em biết...
- Lê Phương Thảo Linh từng đạt giải nhất “Cuộc thi hát Kpop tại Việt Nam lần thứ 4” năm 2014.
- Lê Hải Yến (Yến Tatoo) từng cover nhiều bản hit trên Youtube.
- Lê Thái Sơn từng đoạt giải nhì Cuộc thi đơn ca học sinh tỉnh Ninh Thuận 2009, giải nhất cuộc thi các nhóm nhạc tỉnh Ninh Thuận 2008.
- Trần Thị Thương Hoài từng tham gia Thử thách cùng bước nhảy 2014 lọt top 6.
- Kiều Anh là ca nương dòng nhạc dân tộc, dân gian.
- Trish Lương từng tham gia Người giấu mặt.
- Phạm Anh Duy hát Đón bình minh trong Đường lên đỉnh Olympia năm thứ 17(quý 3)

## Scandal của Huấn luyện viên

### Đàm Vĩnh Hưng
Huấn luyện viên Đàm Vĩnh Hưng mắc phải scandal chỉ trích đồng nghiệp là ca sĩ hải ngoại Quang Lê khi nam ca sĩ này đã tranh giành học trò đã được Đàm Vĩnh Hưng giúp đỡ từ trước là cậu bé "Đan Nguyên đường phố" Trọng Nghĩa. Sự việc lắng xuống khi Trọng Nghĩa quyết định đầu quân về phía Quang Lê và Đàm Vĩnh Hưng tuyên bố không nhìn mặt Trọng Nghĩa và đối đầu với Quang Lê trên mọi phương diện.

### Tuấn Hưng
Cũng trong thời gian đảm nhận công việc làm HLV của Giọng hát việt mùa thứ ba, huấn luyện viên Tuấn Hưng cũng mắc phải scandal lớn nhất trong suốt 20 năm sự nghiệp ca hát của anh khi đã lên tiếng văng tục, chửi thề trên trang cá nhân về một chương trình ca nhạc Bài hát yêu thích mình vừa tham gia. Đây là hành động được xem là không chấp nhận được với một nghệ sĩ, một HLV của các tài năng trẻ. Hành động của Tuấn Hưng đã làm cho khán giả chỉ trích dữ dội khi nhân cách nghệ sĩ xuống thấp như vậy. Sự việc chưa dừng lại khi diva Mỹ Linh lên tiếng nhắc nhở, Tuấn Hưng đã dùng những lời lẽ phản cảm để đáp trả lại đàn chị. Thêm một lần nữa Tuấn Hưng lại làm cho hình ảnh của anh trở nên rất xấu trong mắt người hâm mộ, đồng thời, việc anh không công khai xin lỗi khán giả và những người liên quan làm cho nhiều khán giả cho rằng anh không xứng đáng để tiếp tục ngồi vào ghế HLV Giọng hát Việt mùa thứ ba.

### Thu Phương
Khi The Voice vừa kết thúc chưa lâu, HLV Thu Phương lại vướng phải tranh cãi và tin đồn bạc bẽo, phân biệt đối xử với các học trò The Voice. Được biết, thông tin này bắt nguồn từ chính gia đình của Ca nương Kiều Anh. Ngay sau đêm Gala chung kết, gia đình Ca nương bày tỏ sự thất vọng về HLV Thu Phương và cho rằng, nữ ca sĩ quá ích kỷ và bạc bẽo với học trò. Ngay sau đó, trên trang cá nhân của mẹ ban trai thí sinh Kiều Anh đã chia sẻ một đoạn status khá dài để "kể tội". Theo đó, bà không tiếc lời cho rằng Thu Phương đã để các học trò của mình thiệt thòi và tất cả đều do Thu Phương "ích kỉ", "thiếu trách nhiệm". Ngay sau đó, bố của ca nương Kiều Anh cũng chia sẻ dòng trạng thái ủng hộ những ý kiến trên. Những thí sinh của Thu Phương cũng lên tiếng. Tất nhiên, họ cũng đều lên tiếng bênh vực phần nào cho HLV của mình. Lý do được nhiều người đưa ra là do Thu Phương muốn giữ sức khỏe cho các học trò để "chạy show" và thực hiện MV cùng mình. Tuy nhiên, đa phần khán giả cho rằng gia đình thí sinh Kiều Anh đặt điều, dựng chuyện vu khống HLV của mình. Đến năm 2024, cả Thu Phương và Kiều Anh đều tham gia chương trình “Chị đẹp đạp gió 2024” làm khán giả thắc mắc về mối quan hệ của hai thầy trò. Nhưng đến khi chương trình lên sóng, hình ảnh hai thầy trò thân thiết, cùng chung liên minh, cùng hát trong các tiết mục của chương trình đã xóa tan hiềm nghi của khán giả về sự cạch mặt nhau của hai thầy trò Thu Phương - Kiều Anh.
Vào đầu giờ chiều 1/10, thí sinh Quách Cẩm Lê đã bất ngờ bày tỏ thái độ vô cùng gay gắt và bức xúc về HLV Thu Phương. Một số góc khuất giữa mối quan hệ của Quách Cẩm Lê và người thầy của mình cũng được cô nàng tiết lộ khiến cư dân mạng được một phen dậy sóng thì không lâu sau đó thí sinh Lê Hải Yến (từng được HLV Mỹ Tâm cứu vòng đối đầu) cũng tiếp tục chia sẻ 1 status khá dài được cho là ám chỉ tới nữ vị huấn luyện viên của Giọng hát Việt 2015. Đặc biệt, sự vắng mặt của 4 học trò như công bố trước đó lại liveshow riêng của Thu Phương ở Hải Phòng, khiến nhiều người đặt lại câu hỏi về những mâu thuẫn dấy lên trước đó. Bản thân Thu Phương từ chối giải thích về vấn đề này trong khi ekip của cô đưa ra những câu đẩy ẩn ý: Những gì đau đớn nhất đã qua rồi, nên hãy để nó qua đi một cách nhẹ nhàng, đừng làm nó sưng tấy lên nữa. Tuy nhiên, sau đó, Quách Cẩm Lê đã đăng đàn xin lỗi HLV của mình trên trang cá nhân đã nghe từ một phía đã vội vàng đánh giá HLV của mình, nhưng những lời xin lỗi của cô không được khán giả chấp nhận vì cho rằng từ đầu đến cuối, Quách Cẩm Lê cùng Kiều Anh và Hải Yến ăn theo nhau để lợi dụng HLV của mình gây scandal nhằm được nhiều người biết tới sau khi cả ba đều bị loại sớm khỏi chương trình.

### Mỹ Tâm
Những tưởng rằng chỉ có HLV Mỹ Tâm là HLV duy nhất không dính scandal ở mùa thi này. Thế nhưng, tròn 10 năm sau cuộc thi kết thúc, vào tối ngày 02/06/2025, thí sinh Nguyễn Cao Bảo Uyên (Top 2 đội HLV Mỹ Tâm năm 2015) đã bất ngờ đăng một đoạn clip dài 5 phút lên Tik tok nói rằng mình đã bị Mỹ Tâm chèn ép, không cho đi show trong suốt 10 năm sau cuộc thi dù chỉ là show phòng trà cát-xê có mấy trăm ngàn. Cô còn chia sẻ mình đã có hit “Tết xa” và “Soái ca” nhưng không đi show được. Đồng thời, cô còn tố thí sinh Đức Phúc vì giỏi nịnh bợ HLV Mỹ Tâm và nói xấu mình nên được Mỹ Tâm chọn vào chung kết với tỉ lệ 45%-55% trong khi người xứng đáng quán quân là cô. Bảo Uyên còn tiết lộ đã có người trong ban tổ chức nói với cô rằng lí do cô không được vào chung kết là do không được lòng HLV Mỹ Tâm và vì được gọi là “bản sao” của HLV Mỹ Tâm nên Mỹ Tâm sợ sẽ bị cô “soán ngôi” bất cứ lúc nào. Một lí do nữa theo Bảo Uyên đó là Mỹ Tâm sợ khi song ca với Bảo Uyên ở đêm chung kết thì giọng hát cao chót vót của cô sẽ lấn át Mỹ Tâm và mọi người sẽ so sánh. Bảo Uyên còn kể hiện tượng lạ khi nhìn vào mắt Mỹ Tâm khi cả team cùng diễn khiến cô bị đau đầu, rối loạn thần kinh. Đoạn clip của Bảo Uyên đã nhanh chóng gây xôn xao dư luận, người thì cho rằng Mỹ Tâm không hề hiền và chuyện chèn ép là có thật nhưng đa số đều lên án Bảo Uyên đang cố tình tạo scandal để gây chú ý. Một số học trò của Mỹ Tâm như Hoàng Quyên, Bảo Trâm (Á quân và Top 3 Vietnam Idol 2012), Đào Ngọc Sang (cùng team Mỹ Tâm với Nguyễn Cao Bảo Uyên năm 2015) đã đăng status bênh vực Mỹ Tâm trong khi Mỹ Tâm im lặng. Còn Đức Phúc thì nhắn tin trấn an fan trong group chat của mình. Như vậy, với scandal này của Mỹ Tâm thì cả 4 HLV của Giọng hát Việt 2015 đều dính scandal liên quan đến mùa thi này và scandal “trò phản thầy” đã trở thành “đặc sản” của mùa thi thứ ba mà những mùa Giọng hát Việt trước và sau đều không có.